# 吉田豊 (建築家)
吉田豊（よしだ ゆたか、1972年 - ）は、日本の建築家。一級建築士。

## 経歴
- 1972年　大阪府生まれ。
- 1995年　広島大学工学部第四類建設系卒業。
- 1997年　広島大学大学院工学研究科環境工学専攻修士課程修了。
- 1997年 - 2008年 村上徹建築設計事務所勤務。
- 2002年 - 2021年 広島工業大学非常勤講師。
- 2008年　吉田豊建築設計事務所設立。
- 2010年 - 2021年 呉工業高等専門学校非常勤講師。
- 2021年 - 岡山県立大学デザイン学部建築学科教授。
- 2021年 - 広島大学工学部第四類建設系客員教授。

## その他
大学時代の同期に建築家土井一秀がいる。

## 主な作品
- 2005年　藤久保の家（埼玉県）
- 2008年　宇品御幸の家（広島市）
- 2008年　庚午の家（広島県）
- 2009年　南春日丘の家（大阪府）
- 2009年　やまだ屋早瀬庵（広島県）
- 2010年　住吉の家（大阪府）
- 2011年　やまだ屋有の浦店（広島県）
- 2013年　「庚午の家」にて2013年日本建築学会作品選集新人賞受賞
- 2013年　緑が丘の家（広島県）
- 2014年　海田の家（広島県）
- 2015年　県立広島学園（東広島市立もみじ小学校・もみじ中学校）（広島県）
- 2018年　「海田の家」にて2013年日本建築学会作品選集
- 2018年　己斐中の家（広島県）
- 2020年　白島九軒町のアトリエ（広島県）
- 2022年　宇品御幸の家（広島県）
- 2022年　牛田本町の家（広島県）
- 2023年　「己斐中の家」にて第14回JIA中国建築大賞 住宅部門 優秀賞受賞
- 2023年　広島南警察署（広島県）
- 2024年　「白島九軒町のアトリエ」にて日本建築学会 第20回中国建築文化賞(意匠部門)受賞